# Pietà (phim)
Pietà (tiếng Hàn Quốc: 피에타, tiếng Anh: Pieta) là một phim Hàn Quốc phát hành năm 2012. Trong tiếng Ý pietà là chủ đề trong nghệ thuật Công giáo miêu tả Maria ôm thân xác Jesus. Đây là cuốn phim thứ 18 đạo diễn bởi Kim Ki-duk; Phim miêu tả mối quan hệ đầy bí ẩn giữa một người đàn ông làm nghề đi đòi nợ và một người đàn bà trung niên tự nhận là mẹ anh ta. Phim đoạt Giải Sư tử vàng tại Liên hoan phim Venezia lần thứ 69

## Chuyện phim
Câu chuyện về người đàn ông cho vay nặng lãi khiến người xem thấy rùng mình. Hắn sẵn sàng nghiền nát bàn tay của những người không trả được tiền để lấy số tiền bảo hiểm trừ nợ. Đến khi hắn gặp người phụ nữ tự nhận là mẹ hắn, cuộc đời của kẻ "sát nhân" thay đổi từ đây.
Nhưng bộ phim của "phù thủy điện ảnh" Kim Ki Duk không đơn giản dừng ở đó. Sự thật về người mẹ làm thay đổi trái tim của gã cho vay nợ chính là cú tát vào bản mặt không đáng làm con người của hắn. Người mẹ ấy cũng từng có con trai là nạn nhân của hắn. Và chính bà đã quyết tâm trả thù bằng cách không ai ngờ tới.
Bà tự nhận là người mẹ đã bỏ rơi hắn lúc nhỏ. Mặc cho hắn ruồng rẫy không chấp nhận, bà vẫn quyết tâm ngày ngày dọn dẹp, nấu ăn, đan áo cho hắn. Bà sưởi ấm trái tim lạnh giá của kẻ luôn khao khát tình mẹ. Cuối cùng, bà tìm đến cái chết khiến hắn trở nên điên loạn vì không biết chuyện gì đã xảy ra.
Cái kết cuộc đời gã đòi nợ thuê là một chuỗi bi kịch. Hắn tìm thấy mộ của "người mẹ" được chôn ngay cạnh một nấm mồ khác. Hắn bàng hoàng nhận ra sự thật bà đã chết theo con trai ruột – người mà hắn từng siết nợ. Nỗi đau đớn của một kẻ "sát nhân" khiến hắn tự buộc mình vào phía sau xe tải, cho xe lết đi khắp các con đường trong thành phố.

## Diễn viên
- Lee Jung-jin...Lee Gang-do
- Jo Min-soo... Jang Mi-seon
- Gang Eun-jin... Myeong-ja, mẹ của Hun-cheol
- Jo Jae-ryong... Tae-seung
- Lee Myeong-ja... người đàn bà già
- Heo Jun-seok... Gang-cheol
- Gwon Se-in... người chơi đàn guitar
- Song Mun-su...người bị ngả
- Kim Beom-jun... người ở Myeongdong
- Son Jong-hak... ông chủ
- Jin Yong-ok...người đi xe lăn
- Kim Seo-hyeon...người đàn bà già
- Yu Ha-bok...container man
- Seo Jae-gyeong...đứa bé
- Kim Jae-rok... tu sĩ
- Lee Won-jang...Sang-gu
- Kim Sun-mo... hàng xóm của Jong-do
- Gang Seung-hyeon...chủ tiệm bán hàng
- Hwang Sun-hui...người đàn bà già

## Phát hành
Pietà công chiếu tại Liên hoan phim Venezia vào ngày 4 tháng 9 năm 2012. và vào ngày 6 tháng 9 tại Hàn Quốc 